# Ricombinazione omologa non allelica
La ricombinazione omologa non allelica (nota con l'acronimo NAHR dall'inglese Non-allelic homologous recombination) è una forma di ricombinazione omologa che si verifica tra due sequenze di DNA con elevata similarità, ma che non sono alleli dello stesso gene.
Generalmente NAHR si verifica tra sequenze di DNA che hanno subito un processo di duplicazione derivante dall'evoluzione e che, pertanto, hanno basse ripetizioni di copia (LCR). Questi elementi ripetuti in genere hanno una lunghezza stimata tra i 10 e i 300 kb e condividono un'identità di sequenza del 95-97%. Durante la meiosi o la mitosi, gli LCR possono disallinearsi e il successivo crossing-over può provocare un inatteso riarrangiamento genetico. Quando si verifica una ricombinazione omologa non allelica tra diversi LCR, possono verificarsi delezioni o ulteriori duplicazioni del DNA. Ciò può dare origine a rari disturbi genetici, causati dalla riduzione o dall'aumento del numero di copie dei geni all'interno della regione eliminata o duplicata. Può anche contribuire alla variazione del numero di copie osservata in alcuni cluster genetici.
Poiché gli LCR si trovano spesso negli "hotspot" del genoma umano (ovvero regioni ad alto tasso di mutazioni), alcune regioni cromosomiche sono particolarmente inclini alla NAHR. I riarrangiamenti più ricorrenti sono delle variazioni particolari della sequenza nucleotidica che sono state riscontrate in più individui. Esse condividono sia la dimensione delle sequenze ricombinate, sia la posizione dei punti di interruzione. Pertanto, diversi pazienti possono manifestarsi con delezioni o duplicazioni simili, ricadendo così nella descrizione delle sindromi genetiche. Esempi di questi includono la sindrome da microdelezione NF1, la sindrome da microdelezione ricorrente 17q21.3 o la sindrome da microdelezione 3q29.